# Schatz von Mala Pereschtschepyna

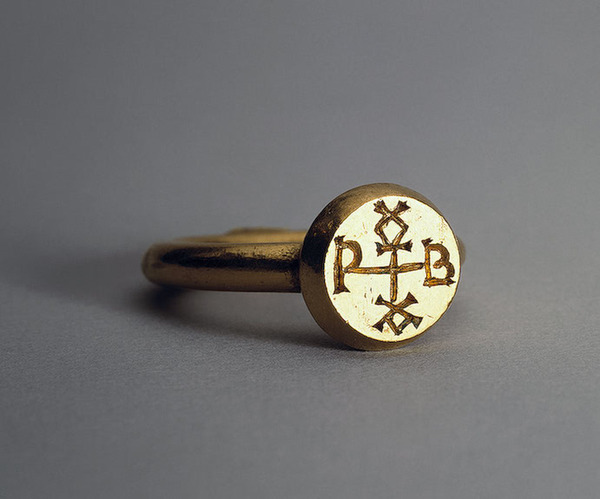
Siegelring von Khan Kubrat, Inventarnummer W-1052 der Eremitage

Als Schatz von Mala Pereschtschepyna wird ein Depotfund bezeichnet, der am 11. Juni 1912 am Ufer der Worskla bei Mala Pereschtschepyna im Rajon Poltawa, Ukraine, damals Teil des Russischen Kaiserreiches, gefunden wurde. Er wird auf das 7. Jahrhundert datiert und Khan Kubrat (auch Kobrat, von qobrat – „sammle das Volk“), dem Gründer des Großbulgarischen Reiches zugeschrieben.

## Geschichte

### Fund und 1. Weltkrieg
Am 29. Maijul. / 11. Juni 1912greg. fanden zwei Jungen beim Hüten von Kühen einen metallenen Kelch. Sie brachten ihn nach Hause und zeigten ihn dem Vater des einen. Dieser dachte, dass der wertvolle Kelch in der nahen Kirche gestohlen wurde und brachte ihn zum Priester. Da dieser den Kelch nicht kannte, wurde der Geschichte der Jungen Glauben geschenkt und die Behörden wurden verständigt. Erst zwei Tage später trafen die Polizei und Experten der Archäologischen Kommission an der Fundstelle ein. Ein Teil der Funde war geplündert und wurde bei Durchsuchungen der Polizei im Umkreis wieder sichergestellt. Es wurden über 800 Einzelstücke überwiegend aus Silber (ca. 50 kg) und Gold (ca. 20 kg) gefunden. 1913 kündigte Nikolay Makarenko eine genaue Fundbeschreibung an und 1914 stellte Graf Alexei Alexandrowitsch Bobrinski (Алексей Александрович Бобринский) auf einem Londoner Kongress den Fund detailliert vor.
Aufgrund des Beginns des I. Weltkrieges geriet der Fund in Vergessenheit und wurde in der Eremitage eingelagert.

### Zwischenkriegszeit und 2. Weltkrieg
Während weiterer Untersuchungen konnte 1928 der Fundkomplex abschließend erschlossen werden. Er besteht aus dem Depot und zwei in der Nähe befindlichen Gräberresten. Bei dem Erstfund befanden sich mehrere persönliche Grabbeigaben, und deshalb wird heute der Schatz auch als Grabfund bezeichnet. Zu diesen Grabbeigaben zählen u. a. ein paar Steigbügel, Teile eines Köchers oder ein goldener Löffel.
Während des II. Weltkrieges verblieb der Fund in Leningrad.

### Nachkriegszeit bis heute
Zu Beginn der Perestroika konnten die deutschen Wissenschaftler Joachim Werner und Werner Seibt erstmals wieder Nachforschungen zu dem Fund betreiben.
Am 24. Mai 2019 wurde im Fürstenpalast in Sofia das Schwert von Kubrat aus dem Fund ausgestellt. Das Artefakt wurde in Anwesenheit des bulgarischen Ministerpräsidenten Bojko Borissow, der stellvertretenden Direktorin der Eremitage (Sankt Petersburg) und der Generaldirektorin der UNESCO Audrey Azoulay der Öffentlichkeit vorgestellt. Die Ausfuhr des Schwertes aus Russland war nur mit ausdrücklicher Genehmigung von Präsident Wladimir Putin möglich.

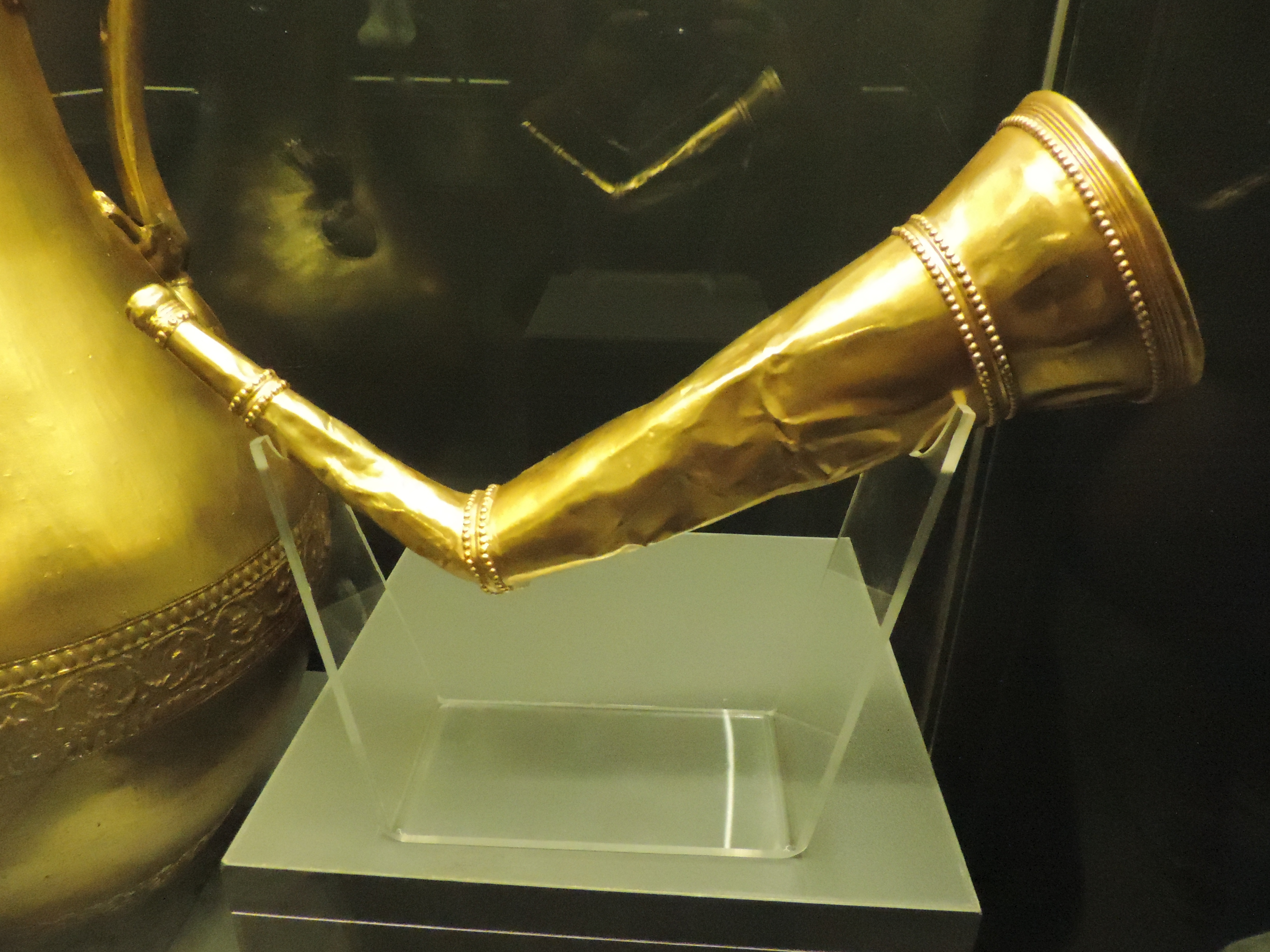
Trinkhorn
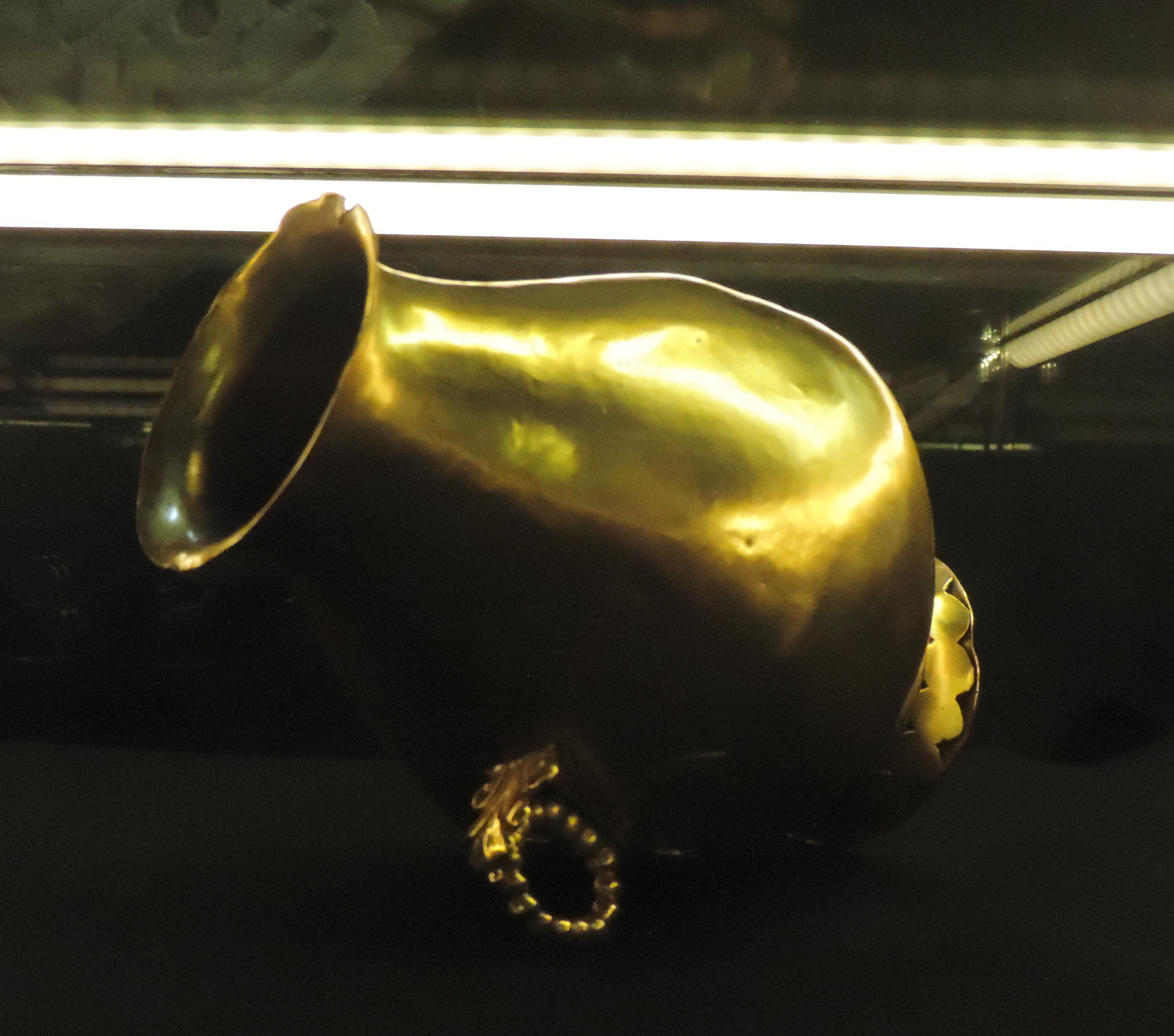
Krug
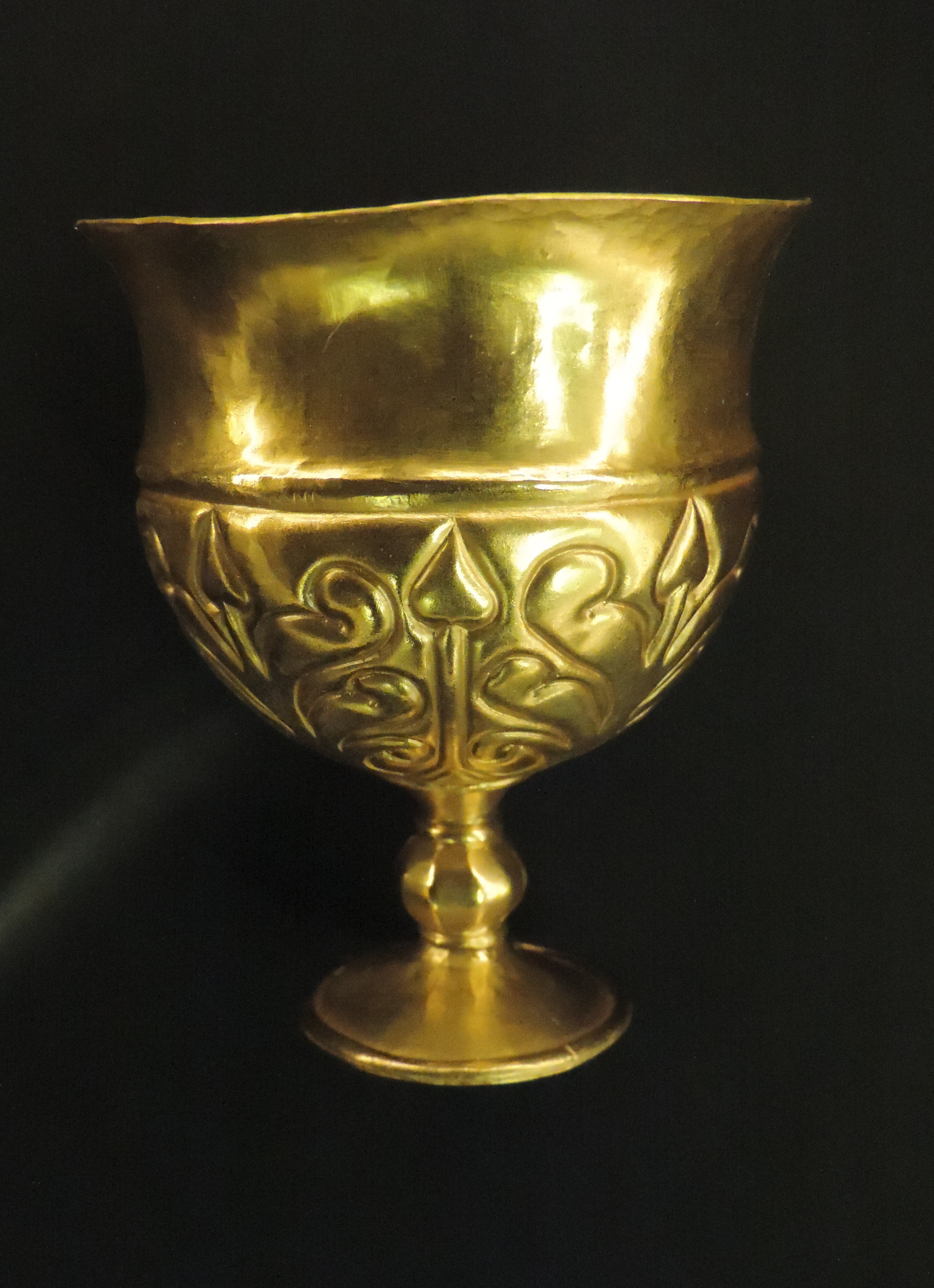
Trinkpokal
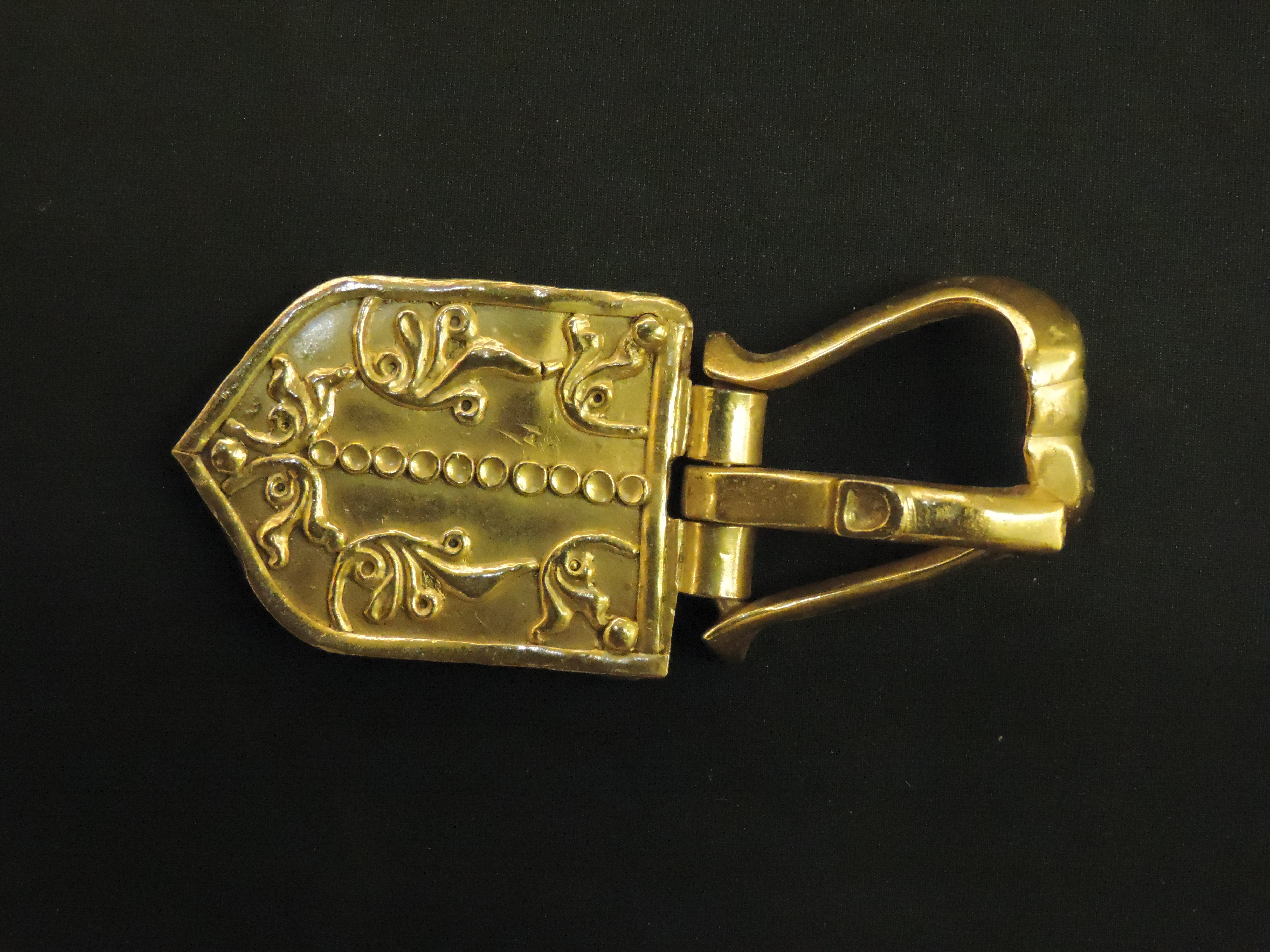
Gürtelschnalle
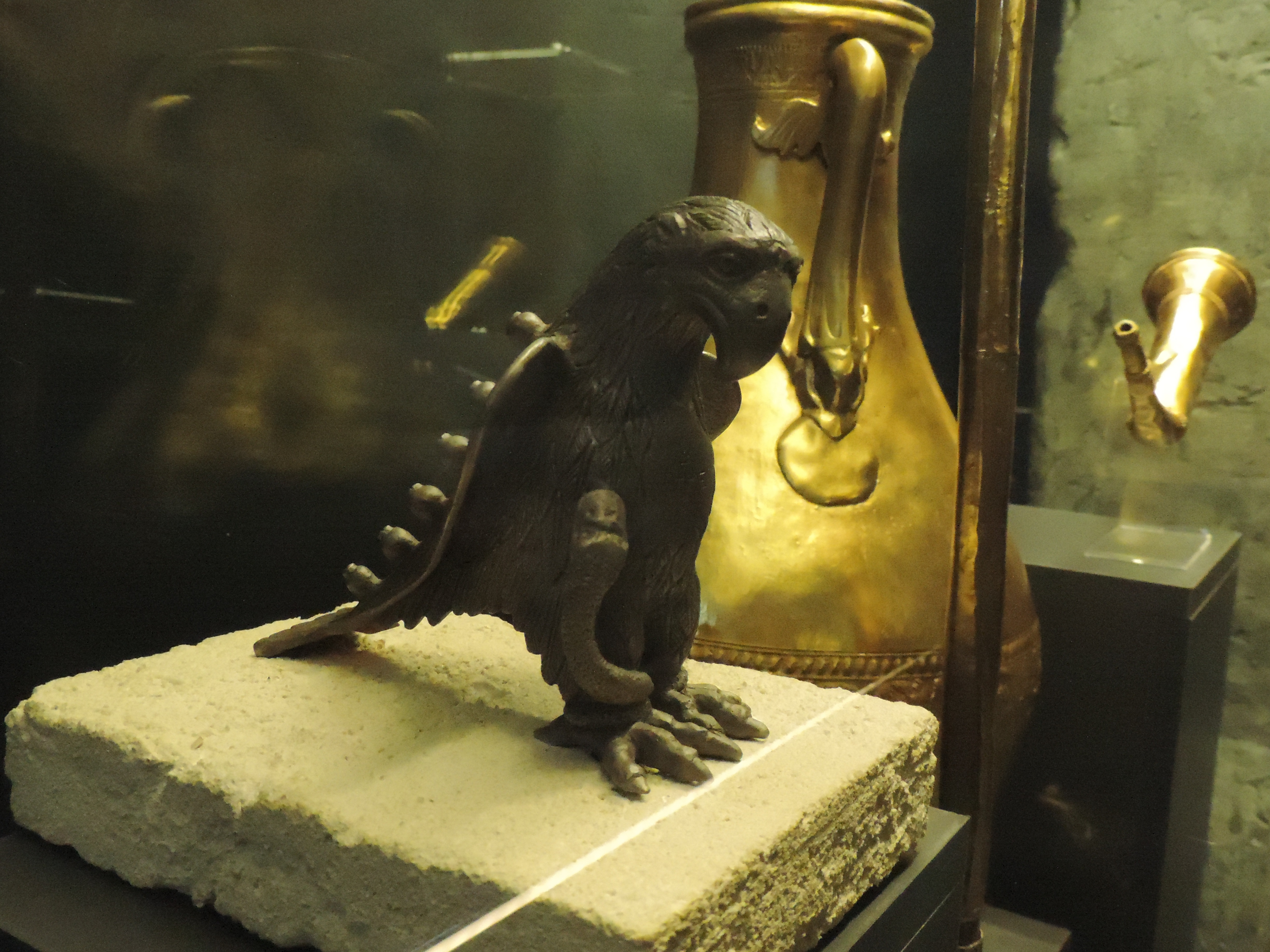
Im Hintergrund ein goldener Krug aus dem Fund, rechts das Trinkhorn